# Mayfair
Mayfair (oprindeligt kaldet The May Fair) er et område i det centrale London beliggende i City of Westminster. Området består i dag hovedsagelig af erhverv, hvor mange tidligere boliger er omdannet til kontorlokaler for store virksomheders hovedkontorer, ambassader samt hedgefonde og ejendomsmæglere. Der findes dog stadig en del boligejendomme såvel som eksklusive shoppingområder og Londons største samling af luksushoteller og mange restauranter. Huslejen i Mayfair er blandt den højeste i London og i verden.
Al-Thani-familien, den herskende familie i Qatar, og deres slægtninge ejede en fjerdel af de 113 hektar i Mayfair i 2006. Den nordvestlige del af Mayfair fik efterfølgende kælenavnet 'Little Doha'. Området er også blevet kaldt "Qatari quarter" og 'Qataropolis'. Prominente ejendomme i Mayfair, der ejes af Qatar inkluderer Dudley House på Park Lane og Lombard House på Curzon Street. Familiemedlemmer ejer også hotellerne The Connaught og Claridge's i Mayfair via Maybourne Hotel Group.

## Gader og pladser i Mayfair
- Albemarle Street
- Berkeley Square
- Berkeley Street
- Bond Street
- Brook Street
- Brown Hart Gardens
- Bryanston Square
- Charles Street
- Cork Street
- Curzon Street
- Dover Street
- Grosvenor Square
- Hanover Square
- Harrowby Street
- Hill Street
- Hyde Park Corner
- Marble Arch
- Old Park Lane
- Park Lane
- Piccadilly
- Piccadilly Circus
- Regent Street
- South Molton Street
- Savile Row
- Shepherd Market
- South Audley Street